# Any Way
Any Way est un album du clarinettiste de jazz français Michel Portal sorti en 1993.

## Titres de l'album
| No | Titre       | Musique       | Durée |
| -- | ----------- | ------------- | ----- |
| 1. | Sons mêlés  | Michel Portal | 5:09  |
| 2. | Toccata     | Michel Portal | 9:22  |
| 3. | Any Way     | Michel Portal | 9:37  |
| 4. | Octaver     | Mino Cinelu   | 6:23  |
| 5. | James       | Michel Portal | 6:23  |
| 6. | Intranquilo | Michel Portal | 9:40  |

## Personnel
- Michel Portal : clarinette basse, saxophone tenor et soprano
- Mino Cinelu : percussions, batterie, bass synthétiseur, claviers et voix (sur 04 et 05)
- Victor Bailey (sur 05) et Francois Moutin (sur 02, 03) : basse électrique (sur 05)
- Bernard Lubat (sur 02), Andy Emler (sur 02, 03, 06) et Gil Goldstein (sur 04, 05) : claviers
- Nguyên Lê (sur 01) et Kevin Eubanks (sur 04) : guitare
- Marc Ducret : guitare acoustique (sur 03)
- Yves Robert (sur 06) et Robin Eubanks (sur 04) : trombone
- David Friedman : marimbas (sur 01)
- Trilok Gurtu : percussions (sur 01 à 03)
- Daniel Humair : batterie (sur 06)
- Jean-François Jenny-Clark : contrebasse (sur 01, 06)
- Didier Lockwood : violon (sur 02)
- Kenny Wheeler : trompette (sur 06)
- François Jeanneau : arrangements (sur 06)